# Stadionul Republican
Het Stadionul Republican was een multifunctioneel stadion in de Moldavische hoofdstad Chisinau, waar het Moldavisch voetbalelftal veelal haar wedstrijden speelde. Het stadion bood plaats aan 8.084 toeschouwers en werd gebouwd in 1952. Het complex was de thuisbasis van voetbalclubs Dacia Chisinau en Zimbru Chisinau. Het stadion is in 2007 gesloopt, omdat het niet meer aan de FIFA- en UEFA-criteria voldeed. In 2006 opende het modernere Stadionul Zimbru.

## Interlands
Het Moldavisch voetbalelftal speelde 35 interlands in het Stadionul Republican.
| 1  | 2 juli 1991       | Moldavië – Georgië       | 2 – 4 | Oefeninterland  |
| 2  | 20 mei 1992       | Moldavië – Litouwen      | 1 – 1 | Oefeninterland  |
| 3  | 2 september 1994  | Moldavië – Azerbeidzjan  | 2 – 1 | Oefeninterland  |
| 4  | 12 oktober 1994   | Moldavië – Wales         | 3 – 2 | EK-kwalificatie |
| 5  | 14 december 1994  | Moldavië – Duitsland     | 0 – 3 | EK-kwalificatie |
| 6  | 26 april 1995     | Moldavië – Bulgarije     | 0 – 3 | EK-kwalificatie |
| 7  | 7 juni 1995       | Moldavië – Albanië       | 2 – 3 | EK-kwalificatie |
| 8  | 15 november 1995  | Moldavië – Georgië       | 3 – 2 | EK-kwalificatie |
| 9  | 9 april 1996      | Moldavië – Oekraïne      | 2 – 2 | Oefeninterland  |
| 10 | 1 september 1996  | Moldavië – Engeland      | 0 – 3 | WK-kwalificatie |
| 11 | 5 oktober 1996    | Moldavië – Italië        | 1 – 3 | WK-kwalificatie |
| 12 | 24 september 1997 | Moldavië – Georgië       | 0 – 1 | WK-kwalificatie |
| 13 | 7 oktober 1997    | Moldavië – Polen         | 0 – 3 | WK-kwalificatie |
| 14 | 23 september 1998 | Moldavië – Roemenië      | 0 – 0 | Oefeninterland  |
| 15 | 14 oktober 1998   | Moldavië – Duitsland     | 1 – 3 | EK-kwalificatie |
| 16 | 31 maart 1999     | Moldavië – Noord-Ierland | 0 – 0 | EK-kwalificatie |
| 17 | 9 juni 1999       | Moldavië – Finland       | 0 – 0 | EK-kwalificatie |
| 18 | 8 september 1999  | Moldavië – Turkije       | 1 – 1 | EK-kwalificatie |
| 19 | 4 juni 2000       | Moldavië – Rusland       | 0 – 1 | Oefeninterland  |
| 20 | 16 augustus 2000  | Moldavië – Malta         | 1 – 0 | Oefeninterland  |
| 21 | 7 oktober 2000    | Moldavië – Slowakije     | 0 – 1 | WK-kwalificatie |
| 22 | 11 oktober 2000   | Moldavië – Macedonië     | 0 – 0 | WK-kwalificatie |
| 23 | 28 maart 2001     | Moldavië – Zweden        | 0 – 2 | WK-kwalificatie |
| 24 | 25 april 2001     | Moldavië – Estland       | 0 – 0 | Oefeninterland  |
| 25 | 1 september 2001  | Moldavië – Azerbeidzjan  | 2 – 0 | WK-kwalificatie |
| 26 | 6 oktober 2001    | Moldavië – Turkije       | 0 – 3 | WK-kwalificatie |
| 27 | 27 maart 2002     | Moldavië – Hongarije     | 0 – 2 | Oefeninterland  |
| 28 | 12 oktober 2002   | Moldavië – Tsjechië      | 0 – 2 | EK-kwalificatie |
| 29 | 31 maart 2004     | Moldavië – Azerbeidzjan  | 2 – 1 | Oefeninterland  |
| 30 | 8 september 2004  | Moldavië – Italië        | 0 – 1 | WK-kwalificatie |
| 31 | 13 oktober 2004   | Moldavië – Schotland     | 1 – 1 | WK-kwalificatie |
| 32 | 30 maart 2005     | Moldavië – Noorwegen     | 0 – 0 | WK-kwalificatie |
| 33 | 3 september 2005  | Moldavië – Wit-Rusland   | 2 – 0 | WK-kwalificatie |
| 34 | 7 september 2005  | Moldavië – Slovenië      | 1 – 2 | WK-kwalificatie |
| 35 | 18 mei 2006       | Moldavië – Azerbeidzjan  | 3 – 2 | Oefeninterland  |